# Minucia rufa
Minucia rufa är en fjärilsart som beskrevs av Charles Oberthür 1884. Minucia rufa ingår i släktet Minucia och familjen nattflyn. Inga underarter finns listade i Catalogue of Life.